# Caspr2
 (juillet 2025).
Caspr2 (Contactin-associated protein-like 2) est une protéine membranaire codé par le gène CNTNAP2 (en). La protéine humaine est constituée de 1 331 acides aminés. Il s'agit de la protéine homologue à la neurexine IV présente chez la drosophile.